# Kristus v domě svých rodičů
Kristus v domě svých rodičů (1849–1850) je obraz Johna Everetta Millaise zobrazující Svatou rodinu v tesařské dílně Svatého Josefa. Po vystavení obrazu se dílo stalo extrémně kontroverzní a dostalo se mu mnoha negativních recenzí. Zvláště zdrcující byla kritika Charlese Dickense. Vášnivé diskuze kolem obrazu katapultovaly dříve obskurní uměleckou skupinu prerafaelitů k proslulosti a významně přispěly k debatě o realismu v umění.
Obraz je nyní v Tate Gallery v Londýně.

## Popis obrazu
Obraz zachycuje mladého Ježíše pomáhajícího Josefovi v jeho dílně. Josef vyrábí dveře, má je položeny na pracovním stole. Malý Ježíš si poranil ruku vyčnívajícím hřebíkem, rána symbolizuje stigmata a předznamenává Ježíšovo ukřižování. Kapka krve mu stekla na nohu. Ježíšova babička Anna odstraňuje hřebík pomocí kleští, její znepokojená dcera Marie nabízí Ježíšovi tvář k polibku. Josef zkoumá Ježíšovu zraněnou ruku. Vedle stojící chlapec, ze kterého se později stane Jan Křtitel, přináší vodu k omytí rány, což předznamenává pozdější Kristův křest. Vlevo přihlížející tovaryš zastupuje budoucí Ježíšovy apoštoly.
Na pozadí malíř umístil předměty, které mají připomínat teologické téma díla. Žebřík, odkazující na Jákobův žebřík, se opírá o zadní stěnu a na něm sedící holubice představuje Ducha svatého. Ostatní tesařské nářadí odkazuje na Nejsvětější Trojici. Millais pravděpodobně použil jako zdroj pro tuto metaforu tisk mědirytiny Albrechta Dürera nazvaný Melancholie I spolu s pracemi italské renesance. Otevřenými dveřmi jsou vidět ovce v ovčinci, představují budoucí křesťanské stádo.
Existují názory, že Millais byl ovlivněn obrazem Johna Rogerse Herberta Our Saviour Subject to His Parents at Nazareth (Spasitel se svými rodiči v Nazaretu). Možná také čerpal z malby zobrazující Ježíše pomáhajícího Josefovi v jeho dílně, který byl v té době přisuzován Annibale Carraccimu.

## Kritika
Při svém prvním vystavení se stal obraz nesmírně kontroverzní, hlavně pro realistické zobrazení tesařské dílny, zejména špíny a nepořádku na podlaze. To bylo v dramatickém kontrastu se známým zobrazováním Ježíše, jeho rodiny a jeho apoštolů v oblečení připomínajících římské tógy. Charles Dickens obvinil Millaise, že ukazuje Marii jako alkoholičku, která je:
…tak ohavná ve své ošklivosti, že … vyčnívá ze zbytku společnosti jako monstrum z nejoplzlejšího kabaretu ve Francii nebo z nejpodřadnější nálevny v Anglii.

Kritici také měli námitky proti zobrazení Ježíše, jeden si stěžoval, že je „bolestné“ vidět „mladistvého Spasitele“ znázorněného jako „rusovlasého Žida“". Dickens ho popsal jako „pokřiveného, ufňukaného rudovlasého chlapce v noční košili, který, jak se zdá, dostal nabito … když si hrál v nedaleké stoce.“ Jiní kritici naznačovali, že postavy vykazují známky křivice a jiných nemocí spojených s podmínkami ve slumech. Kvůli těmto polemikám královna Viktorie požádala o převezení obrazu do Buckinghamského paláce, aby si jej mohla prohlédnout v soukromí.
Na Royal Academy of Arts byl obraz vystaven spolu s obrazem Millaisova kolegy Williama Holmana Hunta, který také vylíčil scénu z raně křesťanské historie, kdy křesťané pomáhali zraněnému jedinci. Obraz měl název A Converted British Family Sheltering a Christian Missionary from the Persecution of the Druids (Konvertovaná britská rodina ukrývající křesťanského misionáře, kterého pronásledují Druidi.)

## Důsledky
V důsledku kritických komentářů se prerafaelitské hnutí proslavilo a otevřelo debatu o vztahu mezi modernou, realismem a středověkem v umění. Kritik John Ruskin podpořil Millaise ve svém dopise určeném pro tisk a ve své přednášce „Prerafaelismus“ , přestože on sám obraz rád neměl. Použití symbolického realismu v malbě vedlo k rozvinutí umění ve kterém byla kompozice a námět kombinován s detailním a podrobným zobrazením bez iluzí a fantazie.